# Young M.A
Katorah Marrero (* 3. April 1992 in Brooklyn, New York), besser bekannt unter ihrem Künstlernamen Young M.A, ist eine US-amerikanische Rapperin. 

## Privatleben
Young M.A wuchs in Brooklyn als Tochter der Jamaikanerin Latasha Blackmon und des Puerto Ricaners Kenneth Ramos auf. Ihr Vater verbrachte 10 Jahre im Gefängnis, als die Musikerin zwischen 1 und 11 Jahren alt war. Ihr Bruder Kenneth Ramos Jr., zu dem sie eine besonders enge Verbindung hatte, die so weit ging, dass sie aussagte, er hätte sie aufgezogen, wurde 2009 im Alter von 20 Jahren erstochen, weshalb sich die Musikerin einer Therapie unterzog, um das Trauma zu verarbeiten. Zudem hat sie noch eine Schwester. Marrero besuchte die Weston Middle School und machte ihren Abschluss auf der Sheepshead Bay High School. Später ging sie auf das Weston College. Sie ist Teil der Hip-Hop-Crew RedLyfe. 2019 gründete sie gemeinsam mit ihrer Mutter die KWEENZ Foundation zur Überwindung von Traumata und Schmerz durch den Tod von Nahestehenden. Young M.A ist bekennend homosexuell, eine Tatsache, die sie auch in ihrer Musik zum Ausdruck bringt. Sie bezeichnet ihr Coming Out als ein einschneidendes Ereignis in ihrem Leben.

## Werdegang
2014 wurde Young M.A erstmals einer breiteren Öffentlichkeit vorgestellt. Zum einen entwickelte sich das Lied Brooklyn (Chiraq Freestyle) ihrer Crew zu einem viel diskutierten Song auf Facebook, zum anderen wurde sie bei einem Auftritt Mobb Deeps in New York zum zwanzigjährigen Jubiläum ihres Albums The Infamous vom ebenfalls anwesenden Rapper Buckshot auf die Bühne geholt und als „eine der dopesten MCs zurzeit“ anmoderiert. Der Musiker übernahm auch danach die Vermarktung und den Vertrieb der Newcomerin. 2015 veröffentlichte die Rapperin mit M.A the Mixtape und Sleepwalkin zwei Mixtapes, die zunächst keine nennenswerten Erfolge verbuchen konnten. 2016 gelang ihr mit der Single Ooouuu der kommerzielle und kritische Durchbruch in den USA. Das Lied wurde dort mit Vierfachplatin ausgezeichnet und platzierte sich in den Charts sowie in mehreren Bestenlisten. Die ein Jahr später erschienene zugehörige EP Herstory und ihr Debütalbum Herstory in the Making aus 2019 waren ebenfalls in den Billboard 200 vertreten, wobei das Album sowohl in seinen Verkäufen als auch bei der Kritik deutlich besser als die EP abschnitt. Weitere Chartplatzierungen für einzelne Songs blieben aus, die Singles PettyWap und Big erreichten in den Vereinigten Staaten dennoch Goldstatus.

## Musikalischer Stil
Young M.As Stil ist eine Mischung aus Trapmusik und Old-School-Hip-Hop. Sie verwendet einen besonders harten Rapstil, der unter anderem dem Hardcore-Hip-Hop, dem East-Coast-Hip-Hop und dem Underground-Hip-Hop zugeordnet werden kann und verzichtet auf melodische oder gesungene Passagen und Autotune, oftmals auch zur Gänze auf Refrains. Ihr wird von der Kritik zudem ein Talent für Freestyle-Rap nachgesagt.

## Diskografie

### Studioalben
- 2019: Herstory in the Making
- 2021: Off the Yak

### EPs
- 2017: Herstory
- 2020: Red Flu

### Mixtapes
- 2015: M.A the Mixtape
- 2015: Sleepwalkin
- 2016: God Girl
- 2018: God’s Girl 2
- 2019: God’s Girl 3

### Singles
- 2015: Body Bag
- 2016: Ooouuu
- 2016: Hot Sauce
- 2017: Walk
- 2018: Praktice
- 2018: PettyWap (US: Gold)
- 2018: Car Confessions
- 2018: Wahlinn
- 2018: Bleed
- 2019: Stubborn Ass
- 2019: Big (US: Platin)
- 2019: PettyWap 2
- 2019: No Mercy (Intro)
- 2020: 2020 Vision
- 2021: Lumidee (Chip feat. Young Adz & Young M.A)
- 2021: Hello Baby (feat. Fivio Foreign)
- 2023: Open Scars
- 2024: Watch (Still Kween)